# A Titokzatos Benedict Társaság (televíziós sorozat)
A Titokzatos Benedict Társaság (eredeti cím: The Mysterious Benedict Society) 2021 és 2022 között vetített amerikai kalandsorozat, amelyet Matt Manfredi és Phil Hay alkotott, Trenton Lee Stewart azonos című regénye alapján. A főbb szerepekben Tony Hale, Kristen Schaal, MaameYaa Boafo, Ryan Hurst és Gia Sandhu látható.
Amerikában 2021. június 25-én, míg Magyarországon 2022. június 14-én mutatta be a Disney+. 2023. március 4-én a Disney Channel is bemutatta.

## Ismertető
A „Vészhelyzet” elnevezésű globális válság idején Mr. Benedict, négy gyereket toboroz egy veszélyes küldetésre, hogy beszivárogjanak a Nomansan-szigeten található Learning Institute for Veritas and Enlightenment (L.I.V.E) intézetbe. Az Intézet egy iskola, amelyet Dr. LD Curtain vezet, aki olyan üzeneteket küld, amelyek a gyerekek segítségével beszivárognak az ember tudatalattijába, ami lehetővé teszi számára, hogy ötleteket és gondolatokat tegyen az emberek elméjébe. Mr. Benedict elküldi az általa felvett négy gyereket az Intézetbe, hogy megállítsák ezt az aljasságot, és megmentsék a világot Dr. Curtain mesterkedéseitől.

## Szereplők

### Főszereplők
| Szereplő                              | Színész         | Magyar hang          | Leírás |
| ------------------------------------- | --------------- | -------------------- | --- |
| Mr. Nicholas Benedict                 | Tony Hale       | Csík Csaba Krisztián | A Titokzatos Benedict Társaság vezetője. 1-es típusú narkolepsziája van kataplexiával. Elájul, amikor intenzív érzelmeket tapasztal. |
| Dr. L.D. Curtain / Nathaniel Benedict | Tony Hale       | Csík Csaba Krisztián | A L.I.V.E Intézet alapítója. Nicholas rég nem látott ikertestvére.                                                                   |
| Number Two                            | Kristen Schaal  | Kokas Piroska        | Nicholas munkatársa. |
| Rhonda Kazembe                        | MaameYaa Boafo  | Csuha Bori           | Nicholas munkatársa. |
| Milligan                              | Ryan Hurst      | Bognár Tamás         | Nicholas munkatársa. |
| Ms. Perumal                           | Gia Sandhu      | Kelemen Kata         | Reynie tanítója az árvaházban. |
| Reynie Muldoon                        | Mystic Inscho   | Kelemen Noel         | Az egyik gyermek, akit Benedict toboroz. Intelligens és találékony.                                                                  |
| George "Ragacs" Washington            | Seth B. Carr    | Pálinkás Márton      | Az egyik gyermek, akit Benedict toboroz. Hihetetlenül okos, és kiváló memóriája van.                                                 |
| Kate Wetherall                        | Emmy DeOliveira | Mayer Szonja         | Az egyik gyermek, akit Benedict toboroz. Mindig hord magával szerszámokat.                                                           |
| Constance Contraire                   | Marta Kessler   | Bak Julianna         | A Benedict által toborzott gyerekek legfiatalabb csodagyereke.                                                                       |

### Mellékszereplők
| Szereplő      | Színész         | Magyar hang   | Leírás                                                               |
| ------------- | --------------- | ------------- | -------------------------------------------------------------------- |
| Martina Crowe | Saara Chaudry   | Laudon Andrea | Az Intézet hallgatója.                                               |
| Jillson       | Katherine Evans | Pekár Adrienn | Az Intézet hallgatója. Ők mutatják be az Intézetet a négy gyereknek. |
| Jackson       | Ben Cockell     | Baráth István | Az Intézet hallgatója. Ők mutatják be az Intézetet a négy gyereknek. |
| Mr. Oshiro    | Shannon Kook    | Czető Roland  | Tanár, aki az Intézetben dolgozik.                                   |

### Magyar változat
- Magyar szöveg: Petőcz István
- Hangmérnök: Bogdán Gergő
- Vágó: Kránitz Bence
- Gyártásvezető: Rába Ildikó
- Szinkronrendező: Dobay Brigitta
- Produkciós vezető: Máhr Rita

A szinkront az Iyuno-SDI Group készítette.

## Évados áttekintés
| Évad | Évad | Epizódok | Eredeti sugárzás  | Eredeti sugárzás   | Magyar sugárzás   | Magyar sugárzás   |
| Évad | Évad | Epizódok | Évadpremier       | Évadfinálé         | Évadpremier       | Évadfinálé        |
| ---- | ---- | -------- | ----------------- | ------------------ | ----------------- | ----------------- |
|      | 1    | 8        | 2021. június 25.  | 2021. augusztus 6. | 2022. június 14.  | 2022. június 14.  |
|      | 2    | 8        | 2022. október 26. | 2022. december 7.  | 2022. október 26. | 2022. december 7. |

## Epizódok

### 1. évad
| #  | #  | Eredeti cím                              | Magyar cím                      | Rendező         | Író                            | Eredeti premier    | Magyar premier   | Magyar premier    |
| #  | #  | Eredeti cím                              | Magyar cím                      | Rendező         | Író                            | Eredeti premier    | Disney+          | Disney Channel    |
| -- | -- | ---------------------------------------- | ------------------------------- | --------------- | ------------------------------ | ------------------ | ---------------- | ----------------- |
| 1. | 1. | A Bunch Of Smart Orphans                 | Egy csapat okos árva            | James Bobin     | Phil Hay és Matt Manfredi      | 2021. június 25.   | 2022. június 14. | 2023. március 4.  |
| 2. | 2. | Carrying A Bird                          | Madárrejtegetés                 | Greg Beeman     | Phil Hay és Matt Manfredi      | 2021. június 25.   | 2022. június 14. | 2023. március 5.  |
| 3. | 3. | Depends on the Wagon                     | A kocsitól függ                 | Glen Winter     | Chelsey Lora                   | 2021. július 2.    | 2022. június 14. | 2023. március 11. |
| 4. | 4. | A Whisper, Not a Shout                   | Leheletnyi, de épp elég         | Wendey Stanzler | James Rogers III               | 2021. július 9.    | 2022. június 14. | 2023. március 12. |
| 5. | 5. | The Art of Conveyance and Round-Trippery | Üzenetszállítás és ingázás      | Karyn Kusama    | Taylor Mallory                 | 2021. július 16.   | 2022. június 14. | 2023. március 18. |
| 6. | 6. | Run Silent, Run Deep                     | Csendesen haladunk és jó mélyen | Greg Beeman     | Todd Slavkin és Darren Swimmer | 2021. július 23.   | 2022. június 14. | 2023. március 19. |
| 7. | 7. | The Dance of the Celestial Orb           | Megnyugvás az égi szférákban    | Shannon Kohli   | Todd Slavkin és Darren Swimmer | 2021. július 30.   | 2022. június 14. | 2023. március 25. |
| 8. | 8. | Big Day Today                            | Nagy nap a mai                  | Mark Tonderai   | Phil Hay és Matt Manfredi      | 2021. augusztus 6. | 2022. június 14. | 2023. március 26. |

### 2. évad
| #   | #  | Eredeti cím                   | Magyar cím | Rendező          | Író                            | Eredeti premier    | Magyar premier     |
| --- | -- | ----------------------------- | ---------- | ---------------- | ------------------------------ | ------------------ | ------------------ |
| 9.  | 1. | A Perilous Journey            |            | James Bobin      | Phil Hay és Matt Manfredi      | 2022. október 26.  | 2022. október 26.  |
| 10. | 2. | A Bit of Light Chop           |            | Craig Zisk       | Heather Jeng Bladt             | 2022. október 26.  | 2022. október 26.  |
| 11. | 3. | A Gold Bar in Fort Knox       |            | Craig Zisk       | Taylor Chukwu                  | 2022. november 2.  | 2022. november 2.  |
| 12. | 4. | Free of Pointless Command     |            | Kabir Akhtar     | Angeli Millan                  | 2022. november 9.  | 2022. november 9.  |
| 13. | 5. | Blank Expression              |            | Dawn Wilkinson   | Todd Slavkin és Darren Swimmer | 2022. november 16. | 2022. november 16. |
| 14. | 6. | Commitment to All Things Cozy |            | Lena Khan        | James Rogers III               | 2022. november 23. | 2022. november 23. |
| 15. | 7. | A Joyful Lens                 |            | Aprill Winney    | Todd Slavkin és Darren Swimmer | 2022. november 31. | 2022. november 31. |
| 16. | 8. | A Two-Way Street              |            | Tara Nicole Weyr | Phil Hay és Matt Manfredi      | 2022. december 7.  | 2022. december 7.  |

## A sorozat készítése
2019 szeptemberében jelentették be, hogy a Hulunál a Trenton Lee Stewart azonos című regénye alapján berendeltek egy 8 részes sorozatot. Phil Hay és Matt Manfredi írta a bevezető epizódot, James Bobin pedig rendezte. 2020 novemberében a sorozat gyártása átkerült a Disney+-ra. 2021 júliusában Hay és Manfredi azt mondták, hogy amennyiben berendelik a második évadot, akkor kombinálnák a könyvsorozat elemeit, ahelyett, hogy minden évad egyenes adaptáció lenne. 2023. május 26-án a Disney+ levette a sorozatot a kínálatából.

### Forgatás
A forgatást eredetileg 2020 közepén kezdték volna Brit Columbiában, de a koronavírus-járvány miatt elhalasztották. A forgatás hivatalosan 2020. augusztus 26-án kezdődött, a jeleneteket a vancouveri Vancouverben forgatták. A forgatás 2021. január 19-én fejeződött be. A második évadot Kaliforniába forgatták.